# جيم نوسل
جيم نوسل (بالإنجليزية: Jim Nussle)‏ (و. 1960 – م) هو سياسي، ومحام من الولايات المتحدة الأمريكية ولد في دي موين، آيوا.
وهو عضو في الحزب الجمهوري .